# 坂本道弘
坂本 道弘（さかもと みちひろ、1946年 - 1994年）は、日本の洋画家。青森県美術展覧会会員、同審査員。
青森県むつ市生まれ。1978年より伊藤正規（日展審査員、光風会名誉会員）、伊藤芳子（光風会会員）に師事。1979年第20回青森県美術展覧会奨励賞受賞。1988年・1989年にも同賞を受賞。1992年第7回文化庁主催アートギャラリー石川展招待出展。北の自然をモチーフに色彩感覚豊かな風景画を描いた。主な作品は函館の教会を描いた『函館風景』、『北の教会』。青森の奥入瀬渓流を描いた『奥入瀬風景』。